# Крекінг-установка у Нанкіні (YPC)
Крекінг-установка у Нанкіні (YPC) – складова виробничого майданчика Yangzi Petrochemical Company (дочірня компанія Sinopec), розташованого на протилежному від Нанкіну березі річки Янцзи.
Станом на кінець 1980-х установка парового крекінгу компанії Yangzi Petrochemical мала річну потужність по етилену на рівні 300 тисяч тонн.  Ще в тому ж столітті цей показник довели до 400 тисяч тонн, а на початку 2000-х завершили чергову модернізацію, котра підвищила потужність виробництва до 650 тисяч тонн. Установка піддає піролізу газовий бензин (60%) та газойль (40%), що дозволяє продукувати також велику кількість бутадієну (210 тисяч тонн) та пропілену.
Отримані олефіни споживаються рядом похідних виробництв, здатних випускати поліетилен (460 тисяч тонн), етиленгліколь (300 тисяч тонн), етиленвінілацетат (100 тисяч тонн, лінія запущена у 2018 році) та поліпропілен (400 тисяч тонн).   
Можливо також відзначити, що з 2005 року в Нанкіні працює потужна піролізна установка, створена Sinopec в партнерстві з німецьким хімічним концерном BASF.